# میلویه
میٓلوٓیه روستایی از توابع دهستان ارد است که در بخش ارد شهرستان گراش در جنوب استان فارس در ایران واقع شده‌است.

## جمعیت
بر اساس سرشماری مرکز آمار ایران در سال ۱۳۹۵، جمعیت میلویه ۹۷ نفر، شامل ۳۱ خانوار بوده‌است.